# Colombier-le-Jeune
Colombier-le-Jeune är en kommun i departementet Ardèche i regionen Auvergne-Rhône-Alpes i sydöstra Frankrike. Kommunen ligger  i kantonen Tournon-sur-Rhône som ligger i arrondissementet Tournon-sur-Rhône. År 2022 hade Colombier-le-Jeune 566 invånare.

## Befolkningsutveckling
Antalet invånare i kommunen Colombier-le-Jeune
Referens: INSEE